# Abaúj-Torna
Het comitaat Abaúj-Torna (Hongaars: Abaúj-Torna vármegye, Slovaaks: Abovsko-turnianska župa, Duits: Komitat Abaujwar-Tornau) is een historisch comitaat in het vroegere koninkrijk Hongarije. Het gebied ligt tegenwoordig in Oost-Slovakije en noordoostelijk Hongarije.

## Geschiedenis

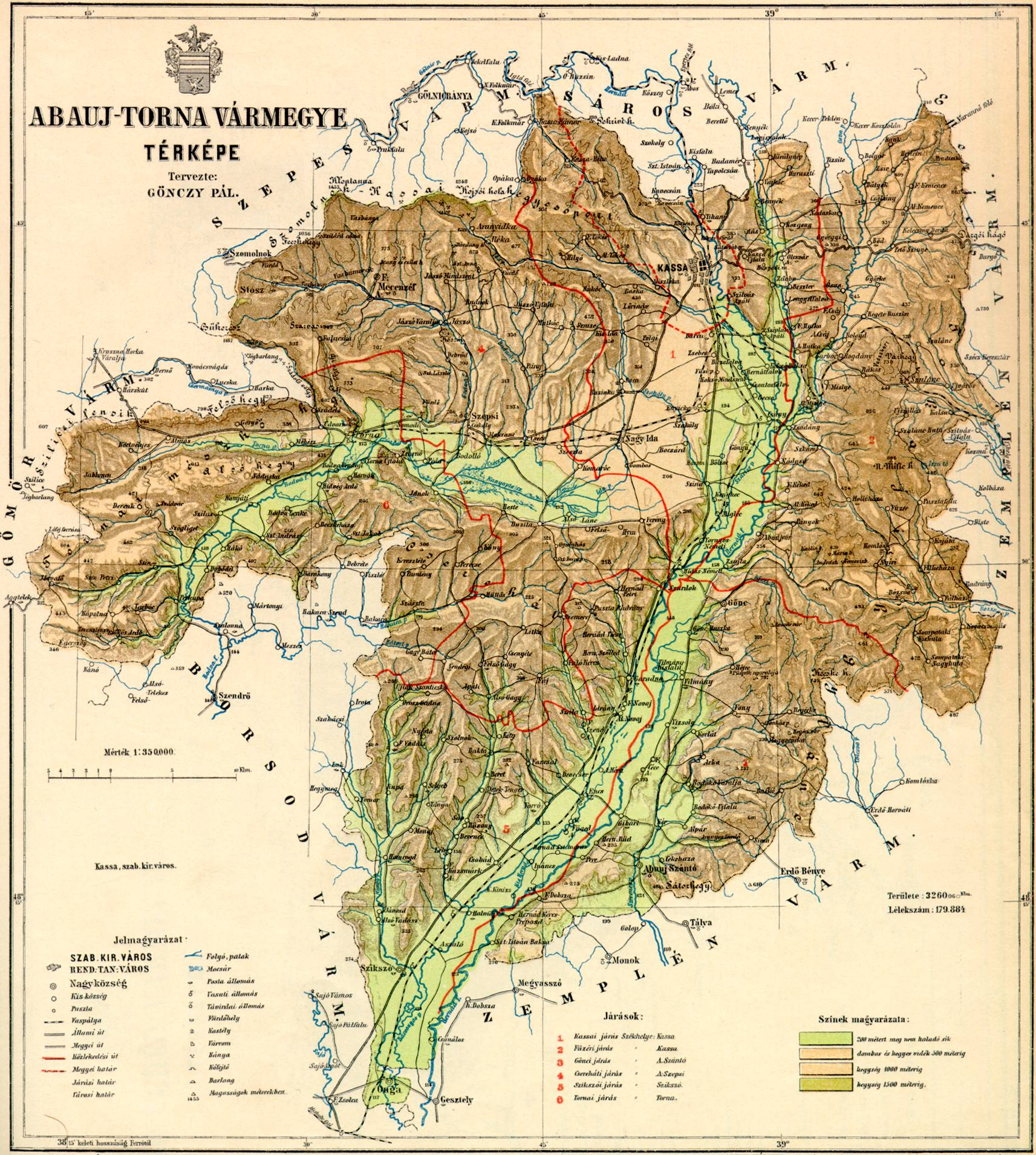
Kaart van het comitaat Abaúj-Torna rond 1890

Het comitaat ontstond door de samenvoeging van de oude comitaten Abaúj en Torna. Deze samenvoeging duurde voor de eerste keer van 1785 tot 1790, vervolgens van 1848 tot 1859 en tot slot van 1882 tot de ontbinding van het koninkrijk Hongarije in 1918. In 1918 werd het noordelijke deel van het comitaat, met de stad Košice (Hongaars: Kassa), aan het pas opgerichte Tsjecho-Slowakije toebedeeld. Het comitaat bestond in deze constellatie voort onder de naam Abovskoturnianska župa tot in 1922. Het zuidelijke deel van Abaúj-Torna bleef onder die naam en met Szikszó als hoofdplaats bij Hongarije.
Door de Eerste Scheidsrechterlijke Uitspraak van Wenen (1938) werd een groot deel van Tsjecho-Slowakije door Hongarije bezet en hiervan werd een deel bij het Hongaarse comitaat Abaúj-Torna aangehecht, met de stad Kassa opnieuw als hoofdplaats. Het gebied dat vóór 1918 tot Abaúj-Torna hoorde, maar na deze aanhechting niet bij Hongarije werd ingelijfd, werd bij het nieuw opgerichte gespanschap Šariš-Zemplín (Slovaaks: Šarišsko-zemplínska župa) ingedeeld, als deel van de eveneens nieuwe Slovaakse Republiek. Na afloop van de Tweede Wereldoorlog werden de grenzen, alsook Tsjecho-Slowakije, opnieuw hersteld. Na de splitsing van Tsjecho-Slowakije (1993) hoorde het gebied dat voorheen bij Tsjecho-Slowakije hoorde (sinds 1996) bij de Slovaakse regio Košice.
Het Hongaarse deel van Abaúj-Torna vormde na de Tweede Wereldoorlog samen met het comitaat Borsod en het Hongaarse deel van het comitaat Zemplén het nog steeds bestaande comitaat Borsod-Abaúj-Zemplén.

## Ligging
Abaúj-Torna grensde in het noorden aan het comitaat Sáros, in het oosten en zuiden aan het comitaat Zemplén, in het zuidwesten aan het comitaat Borsod, in het westen aan het comitaat Gömör és Kis-Hont en in het noordwesten aan het comitaat Szepes.
Het gebied dat voordien deel uitmaakte van Abaúj, strekte zich voor ongeveer 20 kilometer uit langs beide zijden van de rivier de Hornád (Hongaars: Hernád) tussen Košice en Miskolc. Het gedeelte dat bij Torna had gehoord, lag ten zuidwesten van Košice. Het comitaat werd doorkruist door de Hordnád en de Bodva (Hongaars: Bódva) en telde in 1907 205.656 inwoners op een oppervlakte van 3.323 km².

## Districten
Begin 20e eeuw bestond het comitaat uit de volgende districten:
| Stoeldistricten (járások) | Stoeldistricten (járások)               |
| Stoeldistrict             | Hoofdplaats                             |
| ------------------------- | --------------------------------------- |
| Kassa                     | Kassa, tegenwoordig Košice              |
| Füzér                     | Hernádzsadány, tegenwoordig Ždaňa       |
| Cserhát                   | Szepsi, tegenwoordig Moldava nad Bodvou |
| Torna                     | Torna, tegenwoordig Turňa nad Bodvou    |
| Szikszó                   | Szikszó                                 |
| Gönc                      | Abaújszántó                             |

| Stadsdistricten (rendezett tanácsú városok) | Stadsdistricten (rendezett tanácsú városok) |
| ------------------------------------------- | ------------------------------------------- |
| Kassa, tegenwoordig Košice                  |                                             |